# Seriphidium glaucinum
Seriphidium glaucinum là một loài thực vật có hoa trong họ Cúc. Loài này được K.Bremer & humphries. ex Y.R.Ling miêu tả khoa học đầu tiên năm 1991.